# Deuteragonista thoracica
Deuteragonista thoracica är en tvåvingeart som beskrevs av Collin 1933. Deuteragonista thoracica ingår i släktet Deuteragonista och familjen dansflugor. Inga underarter finns listade i Catalogue of Life.